# Pholeuon mocsaryi
Pholeuon mocsaryi es una especie de escarabajo del género Pholeuon, familia Leiodidae. Fue descrita por Csiki en 1911.

## Distribución
Se encuentra en Rumania.